# 神代龍也
神代 龍也（かみしろ りゅうや）は、日本のプロレスラー。

## 経歴
- 2019年8月10日、「666 Vol.91 納涼夏祭り」新木場大会にて、ダブプロレス預かりの練習生「Ryu」として暗黒プロレス組織666に入団したことが発表される。[1]
- 2020年6月27日、「666 Vol.97」新木場大会にて山田太郎＆YANAGAWA戦でHELLBROS Ryuとしてデビュー（パートナーはHELLBROS Ken）[2]。
- 7月25日、「666 Vol.98」新木場納涼祭のvs Speed of Sounds（SOS）戦で右踵を剥離骨折。
- 2021年1月、週刊プロレス2021年新人賞8位に入賞。666所属としては初の快挙。
- 2021年6月6日、「666 Vol.105」新木場大会にて竹田誠志と組み葛西純＆HELLBROS Kenと対戦しこれが自身初のハードコア戦となる。[3]
- 12月19日、「666 vol.110」組織旗揚十八執念記念大会・新木場1stRINGにて予てから対戦を切望していた045邪猿気違'sとの試合が実現する[4]。
- 2023年1月8日、「666 vol.125」にて兼ねてより確執のあったHELLBROS Kenへの度重なる誤爆により仲違いを起し、互いにHELLBROSを離脱。この日をもって解散となる。
- 2月26日、「666 vol.126」にて、HELLBROS Ryuから神代 龍也への改名を発表[5]。
- 5月21日、大日本プロレス･すみのえ舞昆ホール大会のvs 加藤拓歩、竹田光珠 戦で試合中に肩鎖関節脱臼ならびに肩鎖靭帯断裂を負い、当面の欠場となる[6]。
- 9月2日、暗黒プロレス組織666を本人の意向により退団してフリーに。[7]

## 人物
- HELLBROS Kenとは兄弟タッグ（ギミック）[8]
- 趣味はハンティングであり、銃砲所持許可を取得している。
- 楽器はギター、ピアノ、ドラム等の演奏ができる。
- 腕にタトゥーを入れており、左腕には砂時計を持った死神、バフォメット、フレイムスのタトゥー、右腕にはスカルマリアとクロス、キングコブラ、オーディン、女性ヴァイキングのタトゥーが入っている。
- プロレスラーになる以前はハーレーダビッドソンのメカニック、カスタムビルダーとして働いていた。[9]
- 多種多様なキャラクターを演じることでも知られており、有名な所でブリトニースピアーズを模して女装したブリュウトニー・スピアーズ、新宿歌舞伎町のホスト店「ニュートラルコーナー」のNo.1ホスト、ひらけ!ポンキッキのムックをリアルに模したリアルムック、ストリートファイターⅡのリュウなどを演じ分けることのできる他に類を見ない特異なスタイルを得意としている。

## 入場テーマ曲
| 曲名                    | 作曲者    | 備考 |
| ----------------------- | --------- | --- |
| house of the rising sun | 作者不詳  | イギリスのロックバンドMUSEによるカバーバージョンを使用。 |
| Unsainted               | slipknot  | アメリカのヘヴィメタルバンドslipknotの6枚目のスタジオアルバム「We Are Not Your Kind」の2曲目に収録されている曲。2022年から使用。                                        |
| For The Love Of God     | Steve Vai | アメリカのロックギタリストSteve Vaiの1990年に発表したスタジオ・アルバム「Passion and Warfare」の7曲目に収録されている曲。2023年から使用。                               |
| knights of cydonia      | MUSE      | HELLBROSタッグでの入場曲。イギリスのロックバンドMUSEの4作目のアルバム「Black Holes and Revelations」 のラストに収録されている曲。2024年から神代龍也の入場曲として使用。 |

## 得意技
グングニル
変形ファルコンアロー。ブレーンバスターの体勢に抱え上げ、そのままジャンプしながら自分の両足を前方へ開脚して尻餅を着くように着地し、相手を前方へ叩きつける技。
ワンショットワンキル
インプラントDDT。
トラースキック
ヘブンズロック
パラダイスロックと同型。メキシコ ルチャ・リブレで使われていた古典的なジャベ（関節技）であるエル・ヌド（結び目固め）。
カリフォルニアドロップ
マンハッタンドロップと同型。
ティヘラ
ジャッジメント・オブ・ゴッド
仰向けの相手の右腕に右足を掛け、自分が回る力を利用して相手をうつ伏せにし、そのまま右足で右手を拘束したまま、相手の両足を十字架の形に固めるジャベ（関節技）。
スタナー
エルムズレイカウント
HELLBROS Kenとの合体技。味方のカサドーラ、飛びつき前方回転エビ固めの反動を利用してのボディプレス。
サンドウィッチ・オブ・デス
HELLBROS Kenとの合体技。相手の両手を各々が搾り上げた状態から、膝を着かせ挟み込んで首元に膝蹴りを打つ技。通称S・O・D。

## テレビ出演
- されど青き空を知る　-　サンテレビ（2021年12月21日）- HELLBROS Ryu役